# وردة مسار
وردة مسار مركز إستكشاف للإطفال واليافعين يأخذ شكل الوردة الدمشقية يقع في العاصمة السورية دمشق ضمن مدينة المعارض القديمة بدأ إنشاؤه في 2005 وهو تابع لمشروع «مسار» في منظمة التنمية السورية (الأمانة السورية للتنمية سابقاً) التي كانت ترأس مجلس أمنائها أسماء الأسد  تم تصميمه من قبل الشركة الدنماركية هينينغ لارسن آركيتيكتس يعد من أضخم المشاريع التي تتوجه لتأهيل وتدريب وتثقيف الأطفال واكتشاف المواهب والقدرات لديهم في سوريا، فسوف يحتوي على مسارح ومراكز تدريبية وتعليمية وملاعب ومكتبة ومقاهي إنترنت ومختبرات. وقد توقف العمل على المشروع في 2011 مع اندلاع الحرب الأهلية السورية.

## وردة مسار بالأرقام

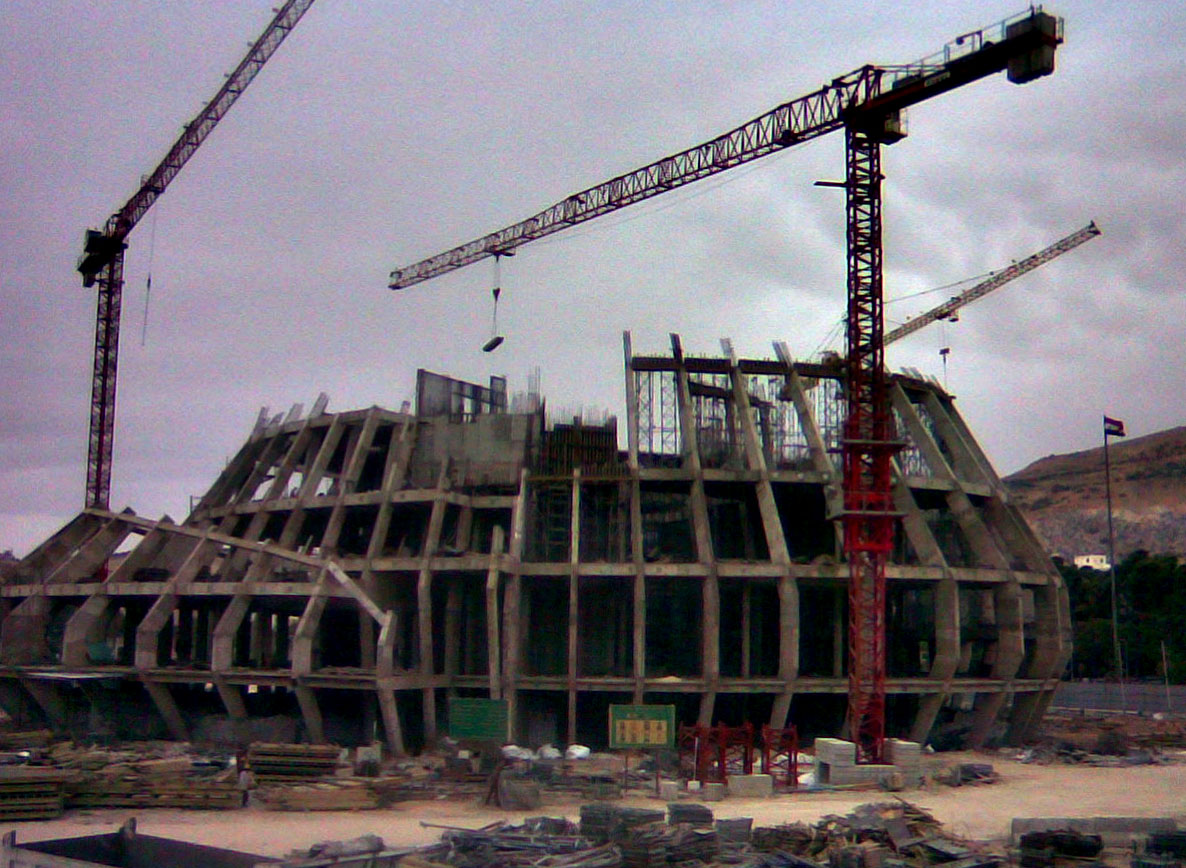
مبنى وردة مسار في 2014

- القدرة الاستيعابية للمبنى 3200 زائر في وقت واحد.[5]
- ارتفاع المبنى 33 متراً.
- مساحة الطابق الأرضي 4586 متراً مربعاً.
- مجموع المساحات الطابقية 20295 متراً مربعاً.
- مساحة البهو في الطابق الأرضي 1247 متراً مربعاً.
- دورات المياه تحتوي على 92 دورة منها 15 لاستخدام ذوي الاحتياجات الخاصة.
- يحتوي المبنى على مصعدين للزوار بقدرة استيعاب 35 شخص في آن واحد.

## وصلات خارجية
- مشروع مسار، مركز استكشاف دمشق (الموقع الرسمي)
- وردة مسار على موقع World Buildings Directory